# Cantonul Gignac
Cantonul Gignac este un canton din arondismentul Lodève, departamentul Hérault, regiunea Languedoc-Roussillon, Franța.

## Comune
- Arboras
- Aumelas
- Bélarga
- Campagnan
- Gignac (reședință)
- Jonquières
- Lagamas
- Montpeyroux
- Plaissan
- Popian
- Le Pouget
- Pouzols
- Puilacher
- Saint-André-de-Sangonis
- Saint-Bauzille-de-la-Sylve
- Saint-Guiraud
- Saint-Jean-de-Fos
- Saint-Pargoire
- Saint-Saturnin-de-Lucian
- Tressan
- Vendémian